# 右北平郡
右北平郡，中國古郡名。戰國時燕國置。秦代郡治在無終縣（今天津市蓟州区）。西漢移治平剛縣（今內蒙古寧城縣甸子鎮黑城村黑城古城），隸屬于幽州刺史部。王莽時改稱北順。東漢時移治土垠縣（今河北省唐山市豐潤區東南）。西晉改右北平郡為北平郡。魏太武帝时期平州北平郡经撤置与设置辖域发生了重大改变，太平真君七年（446年），北平郡主体已併入漁陽郡。隋唐时曾复置，均因袭魏太武东迁后的地域。

## 建置
燕昭王時，燕將秦開越醫巫閭山，度遼水，破東胡、朝鮮，北略其地，置上谷郡、漁陽郡、右北平郡、遼西郡、遼東郡。

## 沿革
秦時右北平郡治無終縣（今天津市薊州区）。漢高帝五年（前202年），封盧綰為燕王，領秦故廣陽郡及五邊郡。高帝十二年以皇子劉建為燕王。七國之亂後，景帝裁燕國邊郡，右北平遂為漢郡。
《漢書·地理志》載，漢平帝元始二年（公元2年），右北平郡領十六縣：平剛縣、無終縣、石成縣、廷陵縣、俊靡縣、薋縣（都尉治所）、徐無縣、字縣、土垠縣、白狼縣、夕陽縣、昌城縣、驪成縣、廣成縣、聚陽縣、平明縣。有66689戶，320780人。其郡轄地大致相當於今河北省唐山市、承德市大部，秦皇島市北部，天津市北部一隅，遼寧省朝陽市西部以及内蒙古赤峰市中南部。
東漢時，由於烏桓、鮮卑的侵擾，右北平郡轄地大為縮減，僅存西漢時郡域的西南一隅。北界大致為今長城一線偏北。領四縣：土垠縣、無終縣、徐無縣、俊靡縣。
漢末，烏桓勢力漸大，控制了幽州遼東屬國、遼西、右北平、上谷等邊郡，號為三郡烏丸。右北平烏桓大人烏延，自稱汗魯王，被袁紹封為單于。建安十一年，曹操發兵平三郡烏桓，徙烏桓諸部入居中原。西晉時改右北平郡為北平郡，此名称直沿用至隋唐。

## 魏太武帝改置
魏太武帝时期，平州北平郡东迁至辽东地区，原有北平郡辖地并入渔阳郡。
《魏书·地形志》载：「渔阳郡秦始皇置，真君七年併北平郡属焉。」
欽定《大清一統志》卷十三永平府载：“後魏太武徙置平州及遼西郡，又分置北平郡”；卢龙县（新昌县）条载：“後魏延和初為遼西郡及平州治又僑置新昌縣為北平郡治北齊廢遼西郡入北平”。
隋朝的北平郡，在今天秦皇岛市以西，郡治在卢龙县。唐朝天宝元年（742年）改平州为北平郡。下辖卢龙县、石城县（今河北省丰润县王官营镇）、马城县（今河北省乐亭县古河乡），乾元元年（758年）复为平州。
唐朝北平郡太守
- 臧希逸（天宝年间）
- 罗那（天宝年间）
- 史思明（752年）
- 周钊（755年）[5]

## 郡城
根据《考古》1982年02期《宁城县黑城古城址调查》：

昭乌达盟宁城县甸子公社黑城大队古城址，在1958年曾有简要报导，当时调查未发现“外罗城”，时代认为是辽；但又见到许多汉代遗物，感到尚须进一步探索。1976年春,在这座古城址内发现了新莽时期钱范作坊遗址，自此以后，更加引起了文物考古工作者对这座古城址的注意。

内蒙古自治区文化厅《宁城县黑城遗址保护规划编制工作正式启动》：

位于宁城县甸子镇的黑城遗址是第六批全国重点文物保护单位，黑城遗址是始建于汉代的右平郡郡治平刚城故址，历史上是我国燕山北口的重要门户，与渔阳、辽东、辽西、上古一道并称为北方五郡。遗址外墙东西长1800米，南北宽800米，内城东西长800米，南北宽500米，外墙因年代久远，仅见局部、漫屏土岗。内城经辽、金、元、明修缮沿用，现存高大城垣。城内遗迹遗物丰富，是一处不可多得的历史文化遗存。

据司马迁《史记 李将军列传》

后韩将军徙右北平。于是天子乃召拜广为右北平太守。广即请霸陵尉与俱，至军而斩之。广居右北平，匈奴闻之，号曰“汉之飞将军”，避之数岁，不敢入右北平。广出猎，见草中石，以为虎而射之，中石没镞，视之石也。因复更射之，终不能复入石矣。 

黑城遗址上游10公里建有总库容1.2亿立方米的大（二）型打虎石水库，地名出自汉朝李广射石虎典故。